# Marc Taxonera i Comas
Marc Taxonera i Comas (Barcelona, 12 de setembre de 1919 - 19 de desembre de 2014) va ser un monjo benedictí de l'abadia de Montserrat, figura destacada en el món de la cultura catalana.

## Biografia
El gran de tres germans, fou batejat a la Catedral de Barcelona amb el nom de Jordi. Estudià a la Mútua Escolar Blanquerna, sota el guiatge del pedagog Alexandre Galí. Els seus pares estaven estretament vinculats amb la Lliga Regionalista. Durant la Guerra Civil, perseguits per la FAI, s'establiren a Pamplona, on experimentà la cruesa de la guerra. Acabat el conflicte tornà a Barcelona, on comprovà la desaparició de totes les seves fotos i films familiars, i estudià dret a la Universitat de Barcelona. Antic membre de la Federació de Joves Cristians de Catalunya, participà en l'Acció Catòlica de la primera postguerra, abans d'entrar a Montserrat.
Ingressà al monestir el 1941, on va fer la professió solemne el 1946. Fou ordenat prevere el 1949. El 1950 marxà a estudiar arxivística a la Sorbona, animat per Aureli Maria Escarré. S'ha destacat en el món de la cultura i en la promoció i defensa dels drets humans. Fou un dels promotors de l'assemblea fundacional de Convergència Democràtica de Catalunya el 1974. El seu activisme contra la pena de mort el va fer visitar Salvador Puig i Antich a la seva cel·la abans de la seva execució i interessar-se pel cas de Jon Paredes Manot Txiqui, membre d'ETA afusellat a Barcelona el desembre de 1975. Fou el director de l'Arxiu de l'abadia i responsable de la Sala Cambó (Història d'Espanya des de la Segona República fins als nostres dies) de la biblioteca.
Fou fundador i directiu de l'Associació d'Arxivers de Catalunya, del Centre d'Estudis Catalans de la Sorbona i del Centre UNESCO de Catalunya. Va ser membre de la Fundació Congrés de Cultura Catalana. El 2000 va rebre la Creu de Sant Jordi.